# Allomatus
Allomatus là một chi bọ cánh cứng trong họ Dytiscidae.
Chi này được Mouchamps miêu tả khoa học năm 1964.

## Các loài
Các loài trong chi này gồm:
- Allomatus nannup Watts, 1978
- Allomatus wilsoni Mouchamps, 1964